# Gertrude Blanch
Gertrude Blanch   (Kolno, 2 de febrer de 1897 - San Diego, 1 de gener de 1996), nascuda com Gittel Kaimowitz, fou una matemàtica americana pionera en computació i anàlisi numèrica.
Gittel Kaimowitz va néixer a Kolno, a uns 140 km al nord de Varsòvia, tot i que quan ella va néixer aquesta població formava part de l'Imperi Rus. Els seus pares eren Wolfe Kaimowitz i Dora Blanc, fou la filla petita de set germans. El seu pare va emigrar als Estats Units el 1907, i al cap de poc de temps el van seguir, a Nova York, Dora amb Gittel i una altra filla. Gertrude va assistir a l'escola primària i secundària a Brooklyn i es va graduar a l'Eastern District High School el 1914; llavors ja havia canviat el seu nom per la versió americanitzada de Gertrude. Aquest mateix any va morir son pare i es va posar a treballar per poder mantenir la seva mare tot assistint a les classes nocturnes al Washington Square College de la Universitat de Nova York. Es va llicenciar en ciències matemàtiques el 1932 i el 1935 es va doctorar en geometria algebraica per la Cornell University. Publicà els principals resultats de la seva tesi el 1937 en l'American Journal of Mathematics, en un article amb el mateix títol que la seva tesi Properties of the Veneroni transformation in S₄. En aquesta època va canviar legalment el seu nom de Kaimowitz per Blanch, va escollir aquest cognom com una versió americanitzada del cognom de la seva mare. Després d'obtenir el doctorat va treballar durant un any com a professora al Hunter College a Nova York, en substitució d'un membre del cos docent que estava de llicència. Després va treballar com a comptable en una empresa a Manhattan que estava fabricant càmeres fotogràfiques de color.
Entre el 1938 i 1948 va ser responsable del Projecte de Taules Matemàtiques (Mathematical Tables Project) del National Bureau of Standards, format per un equip de persones de l'agència Works Progress Administration dedicat a la computació, que calculava taules de funcions matemàtiques.
Va publicar una trentena d'articles sobre aproximació de funcions, anàlisi numèrica i funcions de Mathieu. El 1962, va ser elegida membre de l'Associació Americana per a l'Avanç de la Ciència (American Association for the Advancement of Science). El 1964, va rebre el Federal Woman's Award, premi que es dona a les dones que han tingut un servei professional exemplar en el govern dels Estats Units.
Blanch es va retirar el 1967 a l'edat de 69, però va continuar treballar sota un contracte de consultoria per a les Forces Aèries un any més. A partir de llavors es va traslladar a San Diego, on va continuar treballant en solucions numèriques de les funcions de Mathieu fins a la seva mort el 1996; es concentrà en l'ús de fraccions contínues per aconseguir resultats molt precisos en pocs passos. Aquest treball no ha estat publicat.
El Gertrude Blanch Papers, 1932-1996, estan conservats al Charles Babbage Institut de la Universitat de Minnesota, Minneapolis.